# Федулов, Павел Иванович
Павел Иванович Федулов (1918—2009) — командир роты 177-го гвардейского Кишиневского стрелкового полка 60-й гвардейской Павлоградской Краснознаменной стрелковой дивизии 5-й ударной армии 1-го Белорусского фронта, гвардии капитан. Герой Советского Союза.

## Биография
Родился 31 декабря 1918 года в городе Кинешме ныне Ивановской области в семье рабочего. Русский. Окончил 9 классов. Работал счетоводом на кинешемской фабрике «Красная ветка».
В 1939 году был призван на срочную службу в пограничные войска НКВД СССР. Служил на пограничной заставе на острове Сахалин. Был направлен на учёбу в Саратовское военное училище НКВД СССР, которое окончил 28 июня 1941 года. Был направлен на границу с Афганистаном, в Керкинский пограничный отряд. С первых дней войны стал писать рапорты с просьбой об отправке на фронт. В конце 1941 года был зачислен командиром взвода в формируемый в городе Ашхабаде 278-й стрелковый полк войск НКВД, костяк которого составляли воины-пограничники. В апреле 1942 года полк был переведён в Анапу, готовился к высадке на Крымский полуостров, но вскоре был срочно переброшен под город Нальчик. Здесь пограничники вели борьбу с диверсантами, активизировавшимися в связи с приближением гитлеровцев. В августе 1942 года в составе полка участвовал в обороне Пятигорска, горы Бештау. С боями выходил из окружения, принял командование ротой. В декабре 1942 года был тяжело ранен (осколок задел сердце), но чудом выжил. Лечился в госпиталях города Орджоникидзе и Баку. После выздоровления был направлен на курсы «Выстрел». На фронт вернулся в конце 1943 года, в составе 301-й стрелковой дивизии участвовал в боях на Днепре. Член ВКП(б)/КПСС с 1944 года.
Командир роты 177-го гвардейского стрелкового полка 60-й гвардейской стрелковой дивизии гвардии капитан Федулов особо отличился в боях за освобождение Польши, при прорыве обороны противника в районе населённого пункта Буды Аугустовске. 14 января 1945 года рота гвардии капитана Федулова, преодолев минное поле и две линии вражеских траншей, атаковала высоту 147,6. Не выпуская из поля зрения свои взводы и приданные средства, он энергично руководил боем. Продвижение вперед задержал огонь дзота. Капитан Федулов во главе одного взвода обошел высоту с тыла, преодолел глубокое болото и уничтожил вражескую огневую точку. Ликвидируя очаги сопротивления, рота вышла к населённому пункту Мале-Боже. Отразив четыре контратаки противника, гвардейцы с ходу форсировали реку Пилицу, захватили и расширили плацдарм.
Указом Президиума Верховного Совета СССР от 27 февраля 1945 года за умелое руководство боем при прорыве долговременной и глубоко эшелонированной обороны противника в условиях труднопроходимой лесисто-болотистой местности с незначительными потерями в живой силе и технике гвардии капитану Федулову Павлу Ивановичу присвоено звание Героя Советского Союза с вручением ордена Ленина и медали «Золотая Звезда».
В боях за Одером, на территории Германии, гвардии капитан Федулов уже командовал батальоном. В одном из боёв был ранен, в здание, где размещался штаб батальона, попал вражеский снаряд. День Победы встретил в госпитале. После выздоровления 18 мая 1945 года в Кремле получил высокие награды Родины. Тогда же получил назначение на должность преподавателя тактики в Горьковское суворовское училище. В 1949 году окончил Военную академию имени М. В. Фрунзе. Продолжил службу преподавателем в Ленинградской академии тыла и транспорта. Преподавал общевойсковую тактику, защитил кандидатскую диссертацию. С 1975 полковник Федулов — в запасе. Жил в Ленинграде. Скончался 29 сентября 2009 года. Похоронен на Смоленском кладбище города Санкт-Петербурга.
Награждён орденами Ленина, Отечественной войны 1-й степени, двумя орденами Красной Звезды, орденом «За службу Родине в Вооруженных Силах СССР» 3-й степени, медалями. В Санкт-Петербурге в 2011 году именем героя названа гимназия № 271 Красносельского района, на здании гимназии установлена мемориальная доска. В Кинешме установлен памятник.